# Jan Koželuh
Jan Koželuh est un ancien joueur tchèque de tennis né en octobre 1904 et décédé en 1973.

## Biographie
Jan Koželuh est le plus jeune enfant de Josef et Maria Koželuh il a six frères et deux sœurs. Il est le frère de Karel Koželuh joueur professionnel de tennis introduit en 2006 au International Tennis Hall of Fame.
Quart de finaliste au tournoi de Wimbledon en 1926 (défaite contre Jean Borotra) et 1927 (défaite contre René Lacoste).
Il joue en double et en simple aux Jeux olympiques de 1924. Il joue 46 matchs double et simple de 1924 à 1930 dans l'équipe tchécoslovaque de Coupe Davis.
En 1927 il est classé no 10 mondial amateur.
Henri Cochet dit de lui que son style avait 20 ans avance.
Après avoir disputé une tournée aux États-Unis, il déclare ne plus pouvoir représenter son pays en Coupe Davis, ayant obtenu des faveurs lui permettant de s'installer durablement dans le pays.
Il s'est installé en Floride pendant la seconde guerre mondiale et a par la suite donné des cours de tennis jusqu'à la fin de ses jours.
Il a entrainé Peachy Kellmeyer au Charleston tennis club, elle est introduite en 2011 au International Tennis Hall of Fame.